# 三浦義男 (衆議院法制局長)

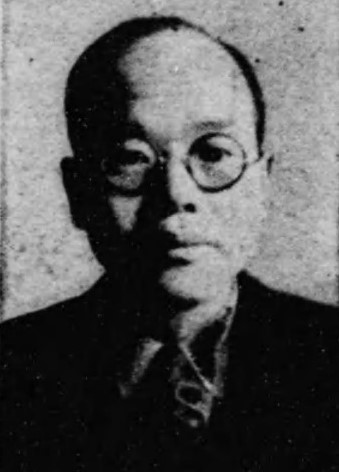
三浦義男

三浦 義男（みうら よしお、1904年（明治37年）3月9日 - 1999年（平成11年）1月31日）は、日本の官僚。官選山形県知事、衆議院法制局長。旧姓・妹川。

## 経歴
福岡県福岡市出身。妹川将雄の四男として生まれ三浦良幹の婿養子となる。第五高等学校を経て、1929年、東京帝国大学法学部法律学科を卒業。前年10月、高等試験行政科試験に合格。
1929年、内務省に入り愛知県属となる。以後、茨城県学務課長などを務め、宮内省に転じた。帝室林野局庶務課長、宮内省参事官、内匠寮監理、内蔵寮用度、大膳寮庶務、主馬寮庶務、宮内省大臣官房連絡事務室長などを歴任。
福島県内務部長を経て、1946年10月、山形県知事に就任し1947年3月まで在任。その後、衆議院法制局に移り、法制局部長、法制局第一部長、法制局次長を経て、1961年2月、法制局長に就任。1972年7月に退官。
1973年3月、労働保険審査会委員に就任し、同会長を1974年から翌年まで務めた。

## 親族
妻・芳江は呉秀三の四女で養父・良幹の養女。良幹の妻・タマは呉秀三の長女で母方の祖父・三浦千春の養女となった。千春が孫娘かつ養女であるタマに迎えた婿養子が良幹である。従って芳江は姉夫婦の養女となり義男を婿養子に迎えたことになり、芳江にとって養祖父の千春は実の祖父でもある。西洋古典学者の呉茂一と病理学者の木村男也は義男の義兄にあたる。
義男・芳江夫妻は2男2女をもうけた。

## 著作
- 『政治資金規正法逐条解説』新思潮社、1948年。
- 『公職選挙法』羽田書店、1950年。
- 『26年3月改正地方公職選挙解説』良書普及会、1951年。
- 『立候補から当選まで - 参議院議員選挙の手引 その手続と選挙運動の方法』大蔵省印刷局、1956年。
- 『身辺雑記 - わが人生の一断面』三浦義男、1981年。